# Красное Знамя (Узовский сельсовет)
Красное Знамя (бел. Чырвоны Сцяг) — посёлок в Узовском сельсовете Буда-Кошелёвского района Гомельской области Беларуси.

## География

### Расположение
В 23 км на юго-восток от Буда-Кошелёво, 27 км от Гомеля, 3 км от железнодорожной станции Уза (на линии Жлобин — Гомель).

## Транспортная сеть
Транспортные связи по автодороге Уваровичи — Гомель. Планировка состоит из четырёх параллельных улиц, застроенных преимущественно индивидуальными жилыми домами, а также улицы Молодёжная, застроенной только многоквартирными домами

## История
Основан в 1920 году переселенцами с соседних деревень на бывших помещичьих землях. В 1930 году организован колхоз. В 1962 году в посёлке разместилось строительно-монтажное управление. Размещены Буда-Кошелёвское ПМК-69, отделение связи, льносемстанция, Дом культуры, библиотека, фельдшерско-акушерский пункт, детский сад.
В настоящее время в посёлке есть несколько магазинов, ФАП, почтовое отделение, льносемстанция, Буда-Кошелёвское ПМС, детский сад, а также находящийся в запущенном состоянии Дом культуры со спортзалом, которые в былые годы были лучшими подобными объектами на территории Буда-Кошелёвского района. 

## Население

### Численность
- 2018 год — 631 житель.

### Динамика
- 2004 год — 734 жителя.
- 2013 год — 664 жителя.